# Vladislav Skobelev
Vladislav Skobelev, né le 24 janvier 1987, est un fondeur russe actif depuis 2007. Il est spécialiste des épreuves de distance et a participé à sa première épreuve de Coupe du monde en janvier 2011. Il est quatre fois médaillé d'or aux Universiades et champion du monde des moins des 23 ans du 15 kilomètres classique en 2010.

## Palmarès

### Coupe du monde
- Meilleur classement général : 66e en 2015.
- Meilleur résultat individuel : 11e.

#### Différents classements en Coupe du monde
| Année     | Classement général final | Classement distance |
| 2010-2011 | 112e                     | 63e                 |
| 2012-2013 | 97e                      | 60e                 |
| 2014-2015 | 66e                      | 39e                 |

### Universiades
- 4 médailles d'or : 10 km classique, 15 km poursuite et 30 km libre en 2011 et 30 km classique en 2013.
- 1 médaille d'argent : relais en 2013.

### Championnats du monde des moins de 23 ans
- 1 médaille d'or : 15 km classique en 2010 à Hinterzarten.

### Championnats de Russie
- Champion du 15 km classique en 2014.